# Eopenthes divisus
Eopenthes divisus är en skalbaggsart som beskrevs av Sharp 1908. Eopenthes divisus ingår i släktet Eopenthes och familjen knäppare. Inga underarter finns listade i Catalogue of Life.